# Месје 34
Месје 34 (М34) је расејано звездано јато у сазвежђу Персеј које се налази у Месјеовом каталогу објеката дубоког неба.
Деклинација објекта је + 42° 45' 42" а ректасцензија 2h 42m 5,0s. Привидна величина (магнитуда) објекта М34 износи 5,2. М34 је још познат и под ознакама NGC 1039 OCL 382.